# 小行星24032
小行星24032（24032 Aimeemcarthy）是一颗绕太阳运转的小行星，为主小行星带小行星。该小行星于1999年9月19日发现。

## 轨道参数
小行星24032的轨道半长轴为411 917 436 km，2.7534588 UA，离心率为0.135。